# Terminalia glabrescens
Terminalia glabrescens là một loài thực vật có hoa trong họ Trâm bầu. Loài này được Mart. miêu tả khoa học đầu tiên năm 1837.